# Onthophagus landolti
Onthophagus landolti là một loài bọ cánh cứng trong họ Bọ hung (Scarabaeidae).